# Latimérie celebeská
Latimérie celebeská (Latimeria menadoensis) je jedním ze dvou žijících druhů řádu lalokoploutvých ryb. Na rozdíl od latimérie podivné (Latimeria chalumnae), která je podle IUCN zařazena mezi kriticky ohrožené druhy, je latimérie celebeská zařazena mezi druhy zranitelné. Tato latimérie se vyskytuje ve vodách poblíž provincie Severní Sulawesi a Papua v Indonésii.
Ačkoliv se jedná o zranitelný druh a jeho lov je zakázaný, místní rybáři pořád latimérie chytají; 5. listopadu 2014 rybář nalezl latimérii chycenou v síti a jednalo se o sedmého jedince chyceného od roku 1998. Osmý exemplář byl chycen roku 2018.

## Objevení
18. září 1997 si Arnaz a Mark Erdmannovi na své svatební cestě všimli podivně vyhlížející ryby na tržišti v Manado Tua na ostrově Sulawesi. Mark Erdmann si myslel, že se jedná o latimérii podivnou, ačkoliv byla hnědá a ne modrá. Než byla ryba prodána, podařilo se mu pořídit pouze pár snímků. Když se potvrdilo, že se jedná o unikátní druh, rozhodl se Erdmann na Sulawesi vrátit. Učinil tak téhož roku v prosinci a domluvil se s rybářem, který rybu chytil, aby se pokusil chytit další exemplář. V červenci roku 1998 rybář Om Lameh Sonatham chytil dalšího, 1,2 metru dlouhého a 29 kg vážícího, jedince. Ten byl 30. července předán Erdmannovi. Exemplář žil dalších šest hodin a Erdamannovi se podařilo nafotit vzhled i chování ryby. Tento exemplář byl následně vycpán a darován Zoologickému muzeu v Bogoru, které je součástí Indonéského institutu vědy. Erdmannův nález byl publikován v časopise Nature v září 1998.
Ryba získaná Erdmannem byla popsána v roce 1999 v periodiku Comptes Rendus de l'Académie des sciences Paris několika autory (Pouyaud a spol.). Byla nazvána latimérie celebeská (Latimeria menadoensis), podle místa chycení (záliv Manado). Popis a pojmenování latimérie byl vydán bez vědomí Marka Erdmanna, který v tu dobu prováděl nezávislý výzkum tohoto druhu latimérie. Autoři článku o latimérii se v časopisu Nature bránili tím, že o existenci tohoto druhu měli ponětí již od roku 1995. Erdmann objevením latimérie pouze potvrdil jejich domněnku. Fotografie údajné latimérie chycené severozápadně od Jávy, které se snažili autoři předat a publikovat v časopisu Nature, byly jiným výzkumníkem označeny za falzifikát.

## Charakteristika

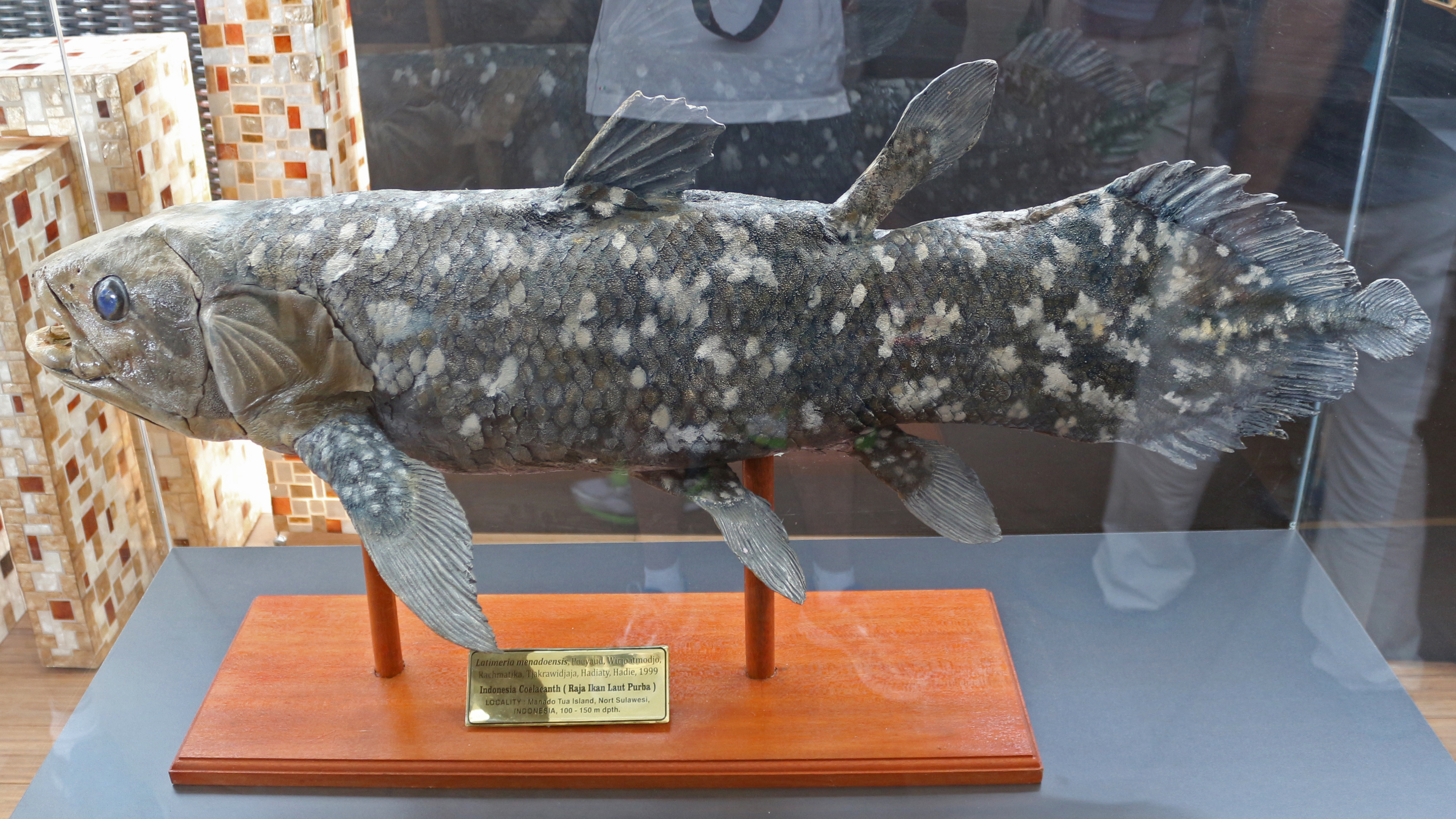
Muzejní exponát

Na první pohled je latimérie celebeská, místními nazývána raja laut ("král moře"), identická s latimérií podivnou (Latimeria chalumnae). Jediným rozdílem je hnědošedé zabarvení šupin, které má latimérie podivná namodralé. Zároveň mají oba druhy podobné světlé skvrnité vzory na těle. Tento druh dorůstá do délky kolem 1,4 metru.
Analýza ukázala rozdílnosti v DNA, přičemž oba druhy se liší přibližně o 4,28 %. V roce 2005 byla publikována studie, která tvrdí, že poslední společný předek l. celebeské a l. podivné žil přibližně před 30 až 40 miliony lety.
Latimérie se mohou dožívat až kolem 100 let (nejstarší přímo zjištěný věk je 84 let). Dříve se přitom zoologové mylně domnívali, že latimérie nežijí déle než do svých 20 let.

## Habitat
Vědcům se podařilo vyfotografovat latimérie celebeské ve vodách okolo provincie Sulawesi a Papua. Tyto oblasti jsou plné strmých podmořských skal a jeskyní, které těmto rybám slouží jako útočiště. Latimérie se obecně vyskytují v hloubkách okolo 150 metrů nebo více, kde se teplota pohybuje v rozmezí 14 až 18 °C.